# Zuilenstraat (Utrecht)
De Zuilenstraat is een straat in het centrum van de Nederlandse stad Utrecht.
De ruim 100 meter lange Zuilenstraat loopt van de Lange Nieuwstraat naar de Nieuwegracht met de Quintijnsbrug. Ze ontleent volgens het straatnaambordje haar naam aan het geslacht Van Zuylen van Nievelt.
Mogelijk bestond de straat reeds rond 1300. In de late middeleeuwen viel dit gebied onder het gerecht van de nabijgelegen Paulusabdij.
Een belangrijke ontwikkeling in de verdere ontstaansgeschiedenis van de Zuilenstraat is de stedenbouwkundige transformatie geweest die werd ingezet door de Reformatie (vanaf ca. 1570). Daarin werd in Utrecht kerkelijk bezit geseculariseerd, waardoor grote gebieden vrijkwamen die vervolgens heringericht werden met nieuwbouw. De Zuilenstraat is in dit verloop tussen 1570 en 1670 als openbare straat aangelegd.
Vandaag de dag heeft ze nog een overwegend 17e-eeuws karakter. Diverse ruime welgestelde huizen zijn er gebouwd waarbij een tweebeukige opzet niet ongewoon is. Er bevinden zich in de Zuilenstraat zo'n 14 monumentale panden waaronder 11 rijksmonumentale woonhuizen.